# Museu de Arte Crocker
O Museu de Arte Crocker (em inglês: Crocker Art Museum, anteriormente Croker Art Gallery) é um museu de artes localizado em Sacramento, na Califórnia. O local abriga uma das principais coleções de arte californiana. Podem ser encontradas obras que datam desde a corrida do ouro até os dias atuais, desenhos e pinturas europeus, uma das maiores coleções de cerâmica de todo o mundo, incluindo Ásia, África e Oceania.

## História
Edwin B. Crocker – um rico banqueiro e um homem com muitas terras – e Margaret Crocker iniciaram, em 1869, uma importante coleção de pinturas e desenhos durante uma longa viagem à Europa. A viagem aconteceu um ano após o casal ter adquirido um espaço na esquina da Third and O Street na cidade de Sacramento, na Califórnia. Como uma família de importância na California, os Crockers tinham títulos sociais e civis.
Charles Crocker foi um dos “quatro grandes” barões de ferrovia. Seu irmão Judge Crocker serviu à Suprema Corte do Estado. A esposa de Charles Crocker realizou o seu desejo de criar um museu de arte público quando apresentou a E.B. Crocker Art Galerry e sua coleção para a cidade de Sacramento, e para a Associação Californiana de Museus. Disse: “de confiança para o público”. O contepudo doaso foi avaliado em mais de U$500.000.000.
Enquanto o Museu Crocker de arte passou por diversas renovações e reformulações desde que foi aberto, as instalações ficaram para trás diante do progressivo crescimento da coleção, assim como da população de Sacramento, e da Região do Vale Central da Califórnia.
A Gwathmey Siegel & Associates e os Corckers começaram a planejar uma reformulação do espaço. Em 2002 a empresa foi contratada pelos Corckers para desenhar a expansão do Museu. O museu renovado e exapandido foi inaugurado em 10 de outubro de 2010.

## Acervo permanente

### Arte californiana e americana
O acervo de arte californiana inclui obras desde os tempos pré-independência até a atualidade. A coleção núcleo de arte californiana foi montada por Edwin e Margaret Crocker no ano de 1870 e continuou a crescer ao longo dos anos. O museu agora se orgulha de ter 150 anos, com pinturas, esculturas e artesanato, envolvendo gêneros que incluem o impressionismo, arte abstrata, expressionismo e pop art e exibe artistas como Thomas Hill, Guy Rose, Joan Brown e Wayne Thuebaud. O acervo também inclui arte americana do final do século XIX até o presente. Impressionistas e modernistas americanos são uma força particular, com obras de Childe Hassam, Robert Henri e Georgia O'Keeffe. Outros artistas do século XX representados incluem Granville Redmond, Edwin Deakin, Maynard Dixon, Richard Diebenkorn, Mel Ramos, Jim Piskoti, Jess e Luis Azaceta. Amanda Justin, artista de Sacramento, também está representada no acervo.

### Desenhos
O acervo de aproximadamente 1500 desenhos inclui exemplos das principais escolas europeias. Destaques do acervo incluem desenhos europeus dos séculos XVII e XVIII. Grandes obras de artistas como Albrecht Dürer, Fra Bartolommeo, François Boucher, e Jean-Honoré Fragonard são representados. Fotografia americana e retratos californianos modernos e contemporâneos também são destaques da coleção de desenhos.

### Arte europeia
O acervo de arte europeia foi formado a partir da compra de pinturas pela Família Crocker durante seu tour pela Europa entre 1869 e 1871. Essa coleção núcleo possui foco em pinturas da Europa Central do século XIX, pinturas holandesas e flamengas dos séculos XVI e XVII e pintura barroca italiana. Dentre os pintores representados nesse museu de arte, estão Joli, Guido Cagnacci, Gerrit van Honthorst, Nicolaes Maes, Nicolaes Molenaer, Pieter Quast (Quarreling Women), Bernhard Reinhold (Young Mason Eating Lunch), Andreas Achenbach, Karl von Piloty, Paul Blondeau (Dordrecht), Arnold Marc Gorter (Canal Landscape With Trees), Andreas Schelfhout e Charles Christian Nahl.

### Cerâmica
Desde a metade do século XX, o museu tem seguido o desenvolvimento de notáveis ceramistas californianos, americanos e internacionais, como Hamada Shoji e Lucie Rie. A história da cerâmica também é explorada através do acervo de louça de porcelana do século XVIII e de obras de culturas antigas, datadas do período neolítico.

### Arte africana e oceânica
O acervo de arte africana e oceânica exibe uma variedade de objetos criados para a vida cotidiana e cerimônias tradicionais. A arte do grupo étnico Asmat, de Nova Guiné, é surpreendentemente evidenciado em memoriais dedicados a acestrais, chamados "bis pole".

## O Crocker-Kingsley
Uma bienal é sediada no museu em cooperação com o Kingsley Art Club desde 1927. Dentre os artistas cujas obras estão no acervo, estão Robert Arneson, Elmer Bischoff, David Gilhooly, Ralph Goings, Roland Petersen, Mel Ramos, Fritz Scholder e Wayne Thiebaud.

## Principais construções

### Arquitetura
Em 1868, o juiz Edwin B. Crocker adquiriu a propriedade de casas que existiam na esquina. Ele então encomendou a Seth Babson (1830-1908), um arquiteto local, que redesenhasse a casa e a transformasse numa grande mansão de estilo italiano. Além disso, Crocker pediu a Babson que projetasse e elaborasse uma galeria que ficaria logo após a mansão, exibindo o crescente acervo de arte da família.
Babson via a casa e a galeria como um complexo integrado, com design único e demandando os materiais mas finos. O prédio da galeria incluía uma pista de boliche, patinação e uma sala de bilhar no andar térreo; um museu de história natural e uma biblioteca no primeiro andar; e um espaço para a galeria no segundo andar. Finalizadas em 1872, a mansão e a galeria da Família Crocker são consideradas as obras-primas da carreira de Babson.
A mansão da família passou por várias reformas até o ano de 1989, quando a fachada histórica foi restaurada e foi criada uma galeria moderna interior. O museu está aberto todos os dias das 10:00 a.m. às 5:00 p.m., exceto às quintas-feiras das 10:00 a.m. às 9:00 p.m.